# Forth (альбом)
| Совокупная оценка  | Совокупная оценка |
| Источник           | Оценка            |
| ------------------ | ----------------- |
| Metacritic         | 71/100            |
| Оценки критиков    |                   |
| Источник           | Оценка            |
| AllMusic           | [ 4 ]             |
| Drowned in Sound   | 5/10              |
| The Guardian       | [ 5 ]             |
| The Michigan Daily | [ 6 ]             |
| NME                | 8/10              |
| Pitchfork          | 5.0/10            |
| Q                  | [ 9 ]             |
| Rolling Stone      | [ 10 ]            |
| Spin               | [ 11 ]            |
| Uncut              | [ 12 ]            |

Forth — четвёртый и последний студийный альбом британской альтернативной рок-группы The Verve, выпущенный в 2008 году незадолго до третьего распада коллектива. Изданием пластинки на международном рынке занималась фирма EMI — с датой релиза 25 августа 2008 года, днем позже она была выпущена в Северной Америке на независимом лейбле On Your Own. Forth стал первым альбомом The Verve с 1997 когда был выпущен лонгплей Urban Hymns (в 1999 году группа распалась во второй раз, после чего в 2007 году музыканты собрались вновь), и их первым альбомом после лонгплея A Northern Soul (1995), в записи которого участвовал весь оригинальный состав группы, за исключением клавишника/ритм-гитариста Саймона Тонга.
Дебют ведущего сингла пластинки, «Love Is Noise», состоялся в эфире радиостанции BBC Radio 1 23 июня 2008 года. Песня достигла 4-го места в чарте UK Singles Chart и стала летним хитом в Европе. Спустя неделю группа также выпустила внеальбомный трек «Mover» для бесплатной цифровой загрузки.

## Предыстория
Запись нового материала происходила в Ричмонде в период с 2007 по 2008 год и началась с музыкальной сессии The Thaw Session, которая является первой совместной записью группы после 8-летнего перерыва. Большинство минусовок были сделаны перед гастролями группы по Великобритании в ноябре и декабре. С февраля работа над пластинкой возобновилась и продолжалась до запланированных выступлений в апреле. Заключительные штрихи вносились после мини-турне The Verve по Соединённым Штатам, проходившего с апреля по май, перед их выступлениями на летних фестивалях в Европе и Японии.
Композиции «Sit and Wonder» и «Love Is Noise» активно обкатывались на публике перед выходом пластинки, включая сет музыкантов на фестивале Коачелла в апреле 2008 года; песня «Rather Be» также исполнялась вживую на концертах в течение всего лета, в частности, во время выступления группы на фестивале V в августе, куда она была приглашена в качестве хедлайнера. Один раз вживую была сыграна композиция «I See Houses», также в августе, в рамках Eden Project.

## Выпуск и отзывы
Как и предыдущий альбом The Verve, Urban Hymns, Forth поднялся на вершину британского чарта и занял 23-е место в американском хит-параде Billboard 200. На родине музыкантов пластинка получила «золотую» сертификацию. Альбом разошёлся тиражом около 21 000 копий в первую неделю после релиза в США. По состоянию на январь 2009 года число проданных экземпляров Forth в этой стране составляет 53 000 штук.
Альбом был тепло встречен музыкальной прессой. В частности, на сайте-агрегаторе рецензий Metacritic его рейтинг составляет 71 балл из 100 на основании 28 рецензий, что соответствует статусу «в основном положительные отзывы».
В 2008 году Forth занял 47-е место в рейтинге журнала Q «50 лучших альбомов года», а также 26-ю позицию в аналогичном списке журнала NME. По словам Джонатана Коэна из журнала Billboard, Forth — это «бодрящая смесь экспериментализма ранних работ группы и более структурированного подхода к материалу ее последних двух пластинок».

## Список композиций
Все песни написаны группой The Verve, за исключением отмеченных.
| №   | Название              | Автор(ы)                 | Длительность |
| --- | --------------------- | ------------------------ | ------------ |
| 1.  | «Sit and Wonder»      |                          | 6:52         |
| 2.  | «Love Is Noise»       | The Verve/Ричард Эшкрофт | 5:29         |
| 3.  | «Rather Be»           | Эшкрофт                  | 5:38         |
| 4.  | «Judas»               |                          | 6:18         |
| 5.  | «Numbness»            |                          | 6:34         |
| 6.  | «I See Houses»        | Эшкрофт                  | 5:37         |
| 7.  | «Noise Epic»          |                          | 8:13         |
| 8.  | «Valium Skies»        | Эшкрофт                  | 4:34         |
| 9.  | «Columbo»             |                          | 7:30         |
| 10. | «Appalachian Springs» | Эшкрофт                  | 7:33         |

| №   | Название       | Длительность |
| --- | -------------- | ------------ |
| 10. | «Ma Ma Soul»   | 5:42         |
| 11. | «Muhammad Ali» | 6:20         |

Примечания
- Из-за добавления двух треков перед композицией «Appalachian Springs» на виниловой и японской версиях альбома эта песня фигурирует под номером 12.

## Участники записи
| The Verve - Ричард Эшкрофт — вокал, фолк-гитара, клавишные - Ник Маккейб — соло-гитара, клавишные, вибрафон, автоарфа - Саймон Джонс — бас-гитара - Питер Солсбери — ударные, перкуссия | Дополнительный персонал - Давиде Росси — аранжировки струнных инструментов, скрипки (треки 1, 2, 3, 4, 6 и 8) - The Verve — продюсирование - Кэмерон Дженкинс — микширование, запись - Крис Поттер — продюсирование, микширование, запись (треки 1, 2, 3, 5, 6, 8 и 10) - Тим Брэн — продюсирование, микширование (треки 3, 4, 5, 6, 7, 9 и 10) - Джэзз Саммерс и Тим Пэрри (представители The Big Life Music Company) — менеджмент - Дин Чокли — фотографии - Studio Fury — дизайн и художественное руководство |